# サルセル
サルセル （Sarcelles）は、フランス、イル＝ド＝フランス地域圏、ヴァル＝ドワーズ県のコミューン。サルセルはパリ都市圏（fr）の象徴であり、1955年から1970年にかけフランス国内で誕生した初期の集合住宅団地（fr）でもある。

## 地理

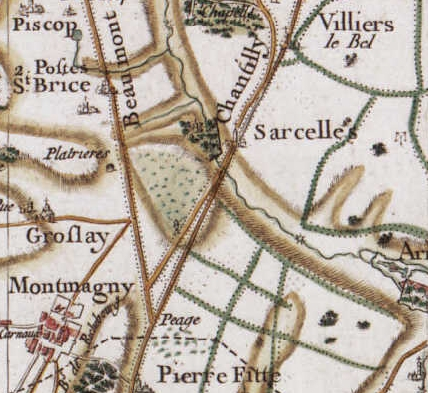
18世紀のカッシーニ地図に描かれたサルセル

パリの北約15kmに位置する。市内は2つの地区に分けられる。サルセル＝ヴィラージュ（Sarcelles-village）と称されるル・ヴュー・サルセル（Le vieux Sarcelles）は、プティ・ローヌ川の端、教会の周囲にできた地区である。そして現代的な集合住宅群は全て、ル・ヴュー・サルセルから1km南に1950年代に立てられたサルセル＝ロシェール地区（Sarcelles-Lochères）のニュータウンである。コミューンは南北に4.6km、東西に3.1kmの大きさである。

## 歴史

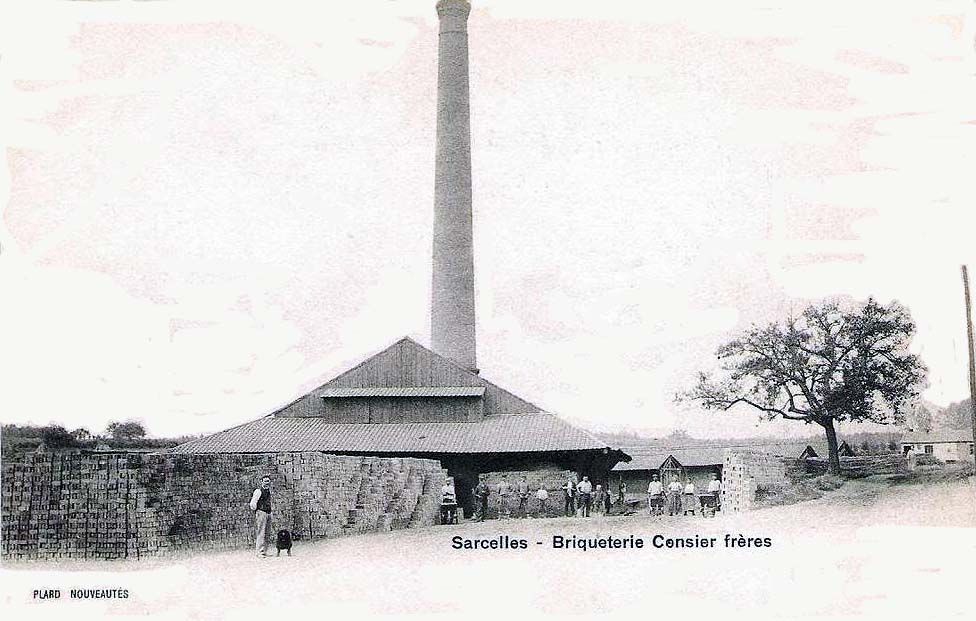
サルセルのレンガ工場。1900年

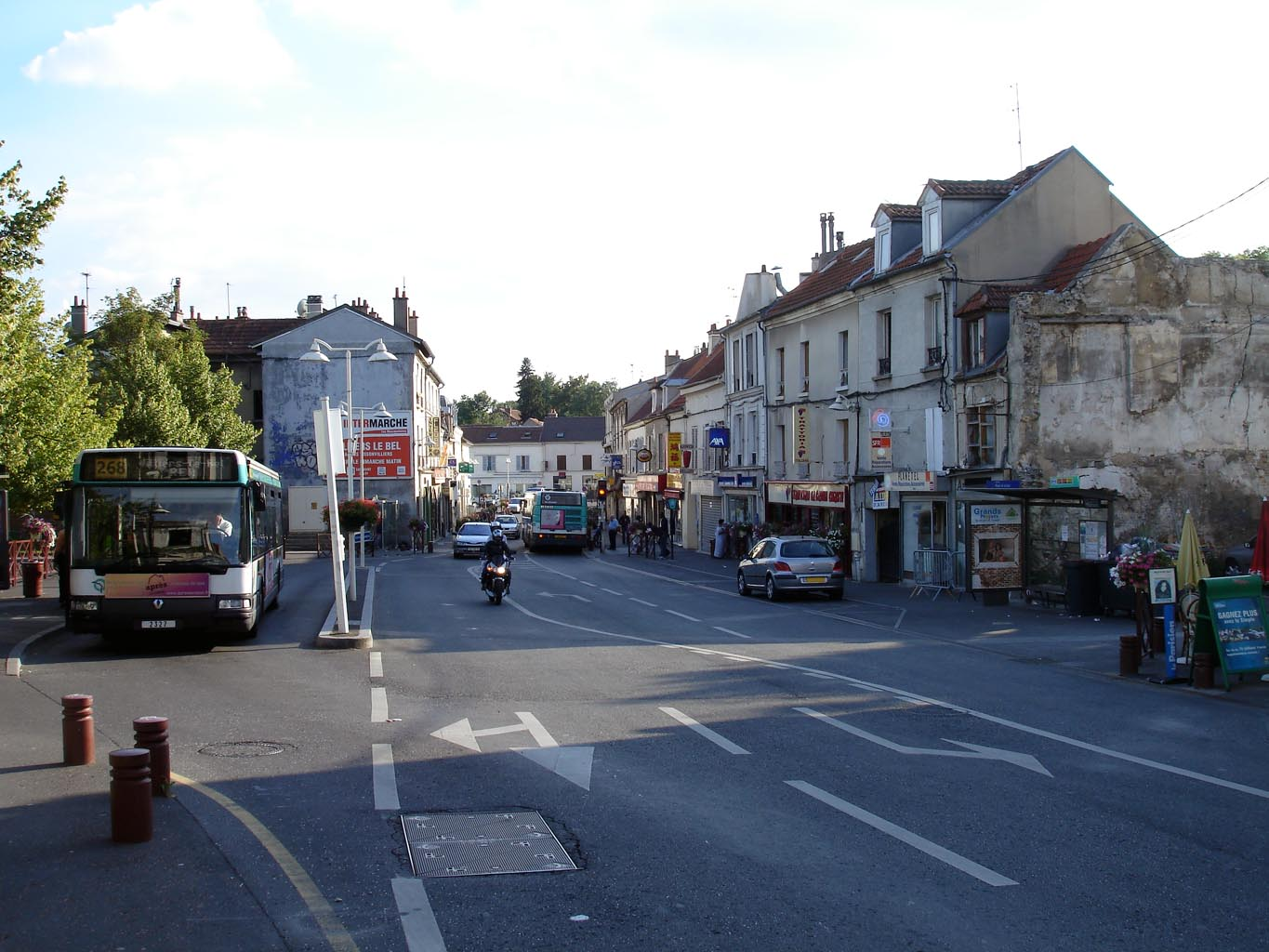
ピエール・ブロソレット通り

サルセルとは、862年に記述された『樽の輪を作る工場』から、ガロ＝ロマン語でCercellusまたはCercellaから派生したと推測される。この地には、旧石器時代から狩猟採集の民がプティ・ローヌ川谷へやってきていたのだろう。le Haut du Roiと呼ばれた土地にあったローマ浴場が発見されたことで、1世紀から5世紀の間に定住地があったことが確認された。
フン族の略奪にあった村は、7世紀から繁栄を取り戻し、サン＝ドニ修道院が領有するところとなった。村の存在は894年の寄進が証拠である。この時西フランク王ウード1世はサン＝ドニ修道院の会計エリマンへ、Ex fisco nostro Cercillaにある王家の農場を与えている。8世紀にはSarcellaとの記述がなされた。
モンモランシー家の人々が田舎を整理し、経済成長を助けた。百年戦争中の1420年から1436年まで、サルセルはイングランド軍に占領された。ユグノー戦争さなかの1567年に起きたサン＝ドニの戦いでは、撤退するユグノー軍にサルセルの町は破壊された。15世紀半ばにはサルセルはポパンクール家所有となり、1629年には侯爵領となった。1685年、サルセルは病院を建てたオトフォール侯爵家の領地となった。
18世紀の町は、ワイン用ブドウと果樹の栽培で生計をたてていた。1726年に出版された百科事典によれば1060人の人口があった。
19世紀のサルセルは、周辺のコミューンと同様にワイン用ブドウ栽培を主たる収入としていた。ワイン用ブドウは、耕地面積のほぼ全体を占めていた。しかし1879年のフィロキセラ流行でブドウの木は引き抜かれ、サルセル住民は野菜栽培に転換を行った（19世紀フランスのフィロキセラ禍）。20世紀初頭、特にエンドウマメ生産が知られ、夏になると収穫のために労働者が大量に雇われた。6月から7月の収穫期には、サルセル人口はおよそ2倍に膨れ上がった。収穫されたエンドウマメは荷馬車でアル・ド・パリ（現在のパリ1区の一部）に運ばれた。ともに重要であった果樹栽培では、洋ナシが特に知られた。1870年、町はプロイセン軍に荒らされた。また1892年には町でコレラが猛威を振るった。
1930年代、野菜畑はサルセルの耕地のうち350ヘクタールを占めていた。20世紀の間、綿紡績工場、アルミ製造、タイルやレンガ製造といった産業の導入で徐々にサルセルは田園の特性を失っていった。フランス革命期から第二次世界大戦後期まで、サルセルで採れる天然の泥を用いたレンガ製造で、大勢のレンガ職人が雇用されていた。
大戦後にサルセルの歴史は加速度を増した。ベビーブームによる人口の自然増加、そして同時期に起きたフランス領アルジェリアからの引揚者の急増（無視できないほどの人数がサルセルへ移り住んだ）が、住宅不足問題を悪化させた。第一次の住宅が、サルセル村の野原にゼロから数千戸建てられた。この住宅団地は長い沈滞の象徴となった。今日、サルセルの住宅団地は民族が入り混じって暮らす数少ない成功例とみなされているが、フランスのバンリューで拡大する都市暴力の様相も持つ。現在のサルセルには、大きなフランス領カリブ移民の共同体、北アフリカ移民、サハラ以南アフリカ移民、ユダヤ住民の共同体が暮らす。しかし、他民族の混在は限界に達しつつあり、共同体間の問題も増加傾向にある。
2005年にサルセル＝ロシェール地区の誕生50周年を祝った後、市は住宅団地のリフォームに取り組んでいる。

## 交通
- 道路 - N16
- 鉄道 - トランジリアンH線サルセル＝サン＝ブリス駅。RER D線サルセル＝ガルジュ駅。
- バス - RATP（fr:Réseau de bus RATP）8路線あり

## 姉妹都市
- ネタニヤ、イスラエル
- ハッタースハイム、ドイツ

## 人物
出身者
- リヤド・マフレズ：サッカー選手
- ディミトリ・フルキエ：サッカー選手
- スティーブ・ヤゴ：サッカー選手
- ウィサム・ベン・イェデル：サッカー選手
- ジェローム・ルシヨン：サッカー選手
- マティス・テル：サッカー選手
- Les Twins：ダンサー

ゆかりの人物
- メラニー・ボニス：作曲家　当地で死去
- ローラン・テシュネ：音楽教育者　一時期当地の音楽院で教鞭を執った
- ドミニク・ストロス＝カーン：政治家、経済学者　1995年から1997年まで市長
- モーリス・ユトリロ：画家　一時期当地に居住